# Grand Galibier
De Grand Galibier is een 3228 meter hoge berg op de grens van de Franse departementen Savoie en Hautes-Alpes. De berg vormt het hoogste punt van het Cerces-Thabormassief, dat vanaf de Col du Goléon (even ten noorden van de Pic des Trois Evêchés) naar het oosten uitstrekt tot de Frans-Italiaanse grens.
De top bevindt zich net ten oosten van de Col du Galibier die naar deze berg vernoemd werd. De Col du Galibier vormt in de SOIUSA-classificatie de scheiding tussen de Dauphiné Alpen in het westen en zuiden en de Cottische Alpen in het oosten en zuiden. Tussen de Col du Galibier en de Grand Galibier bevindt zich een kleinere top, de Petit Galibier (2766m).